# 托普拉河畔哈努紹夫采
托普拉河畔哈努紹夫采是斯洛伐克東部的城鎮，由普列索夫州負責管轄，距離首府普雷紹夫25公里，面積14.38平方公里，海拔高度207米，2005年人口3,660。

## 地理位置
托普拉河畔哈努紹夫采海拔207米，佔地面積14.973平方公里。它距離托普拉河畔弗拉諾夫約22公里、普雷紹夫約25公里。

## 人口
根據2001年人口普查，托普拉河畔哈努紹夫采人口為3582。斯洛伐克人佔85.01%，斯洛伐克羅姆人佔14.27%，烏克蘭人佔0.20％。宗教方面，羅馬天主教佔53.41％，信義宗佔36.63％，希臘天主教佔5.19%，無信仰佔1.31％。
根據2011年人口普查，托普拉河畔哈努紹夫采人口為3741。當中2961人為斯洛伐克人，641人為斯洛伐克羅姆人，139人為其他。

## 友好城市
- 波蘭登比察
- 波蘭Nozdrzec
- 捷克大比泰什

## 外部連結
- Town website

1. 1 2 3  . Statistical Office of the Slovak republic.   [2008-02-05]. （原始内容存档于2008-01-11）.
2. ↑   (PDF).   [2012-11-14]. （原始内容存档 (PDF)于2012-11-14）.